# 호스텔스클럽
호스텔스클럽(Hostelsclub)은 1999년 이탈리아 베니스를 기반으로 이태리 도시의 관광및 숙박 정보를 제공할 목적으로 설립되었다. 또한 유럽에 있는 온라인 여행사중에 하나로서 예약 엔진을 가지고 전 세계에 흩어져 있는 호텔, 호스텔, B&B, 민박, 게스트 하우스, 캠핑장등 전 세계 120개국, 약 1300여개 도시에, 5성급 호텔부터 모든 유형의 저렴한 숙소에 이르기까지 40,000개 이상의 숙박 업체들과 16,000개 이상의 여행사들과 제휴 관계를 맺어 여행에 필요한 숙박을 24시간 365일 예약할 수 있는 업체이다. 뿐만아니라 지속적인 업데이트를 통한 가이드, 행사및 관광 정보등을 제공하고 다양한 이벤트와 행사 소식등 사업 영역을 확장하고 있다.
호스텔스클럽이 주요 사업은 www.hostelsclub.com, www.hotelsarea.com이고 이외 블로그와 페이스북, 카페, 트위터등을 가지고 있다. 이러한 공식 사이트를 통해 전 세계에 흩어져 있는 숙박시설 및 관광 가이드, 기타 관광정보, 행사 정보등을 온라인을 통해 시설 운영자와 고객사이를 중간에서 연결시켜주는 온라인 예약 대행업을 하고 있다. 저가 예산으로 여행을 준비하고 있거나, 고급스런 휴양지에서 휴가를 즐기려는 사람들, 국내,외 전시회나 비지니스 출장, 국내,외 세미나, 해외 연수, 단체 문화유산 탐방이나 학생들의 수학여행등 모든 유형의 여행 예산에 맞추어 고객이 직접 보고 숙소를 선택할 수 있다.
여행 경험이 풍부한 다국적 직원들에 의해 지속적인 마케팅과 제휴업체 선별, 우수한 여행업체 선별, 고객들을 위한 멤버쉽카드, 멤버쉽카드 제휴사 관리, 가입한 고객들을 위한 프로모션, 25개 이상의 언어로 기사 작성및
각 지역 관광 정보등을 수시로 온라인에 올리는 노력들을 하고 있다.
호스텔스클럽은 예약 엔진을 여행사나 숙박 업체에 무료로 제공하고 온라인 시스템을 통해 간단한 링크만으로 호스텔스클럽의 숙소 정보를 아주 쉽게 100% 이용할 수도 있고 이용하는 업체는 많은 수익금을 발생시킬수도 있다.